# 94 Аурора
94 Аурора (енгл. 94 Aurora) је астероид главног астероидног појаса. Приближан пречник астероида је 204,89 km, 
а средња удаљеност астероида од Сунца износи 3,161 астрономских јединица (АЈ). 
Инклинација (нагиб) орбите у односу на раван еклиптике је 7,965 степени, а орбитални период износи 2052,809 дана (5,620 година). Ексцентрицитет орбите астероида износи 0,088. 
Апсолутна магнитуда астероида износи 7,57 а геометријски албедо 0,039.
Астероид је откривен 6. септембра 1867. године.